# Анизокория
Анизокория — симптом, характеризующийся разным размером зрачков правого и левого глаза. Как правило, один зрачок ведёт себя нормально, а второй находится в зафиксированном положении.

## Причины
При отсутствии каких-либо повреждений радужной оболочки или глазного яблока анизокория обычно является следствием поражения эфферентных нервных волокон (парасимпатическая иннервация) в глазодвигательном нерве, контролирующем движения зрачка, или симпатических нервных волокон, идущих от цилиоспинального центра.
Анизокория является составной частью синдрома Эйди и синдрома Аргайла Робертсона.
Некоторые лекарства и психоактивные вещества могут воздействовать на зрачок, например, пилокарпин, кокаин, тропикамид, амфетамины (например, «экстази»), скополамин. Подобные этим алкалоиды, содержащиеся в растениях семейства паслёновых, могут также вызвать анизокорию.
Анизокория — составной симптом, он состоит из двух противоположных действий зрачка: миоза (сужения зрачка относительно нормы) и мидриаза (соответственно, расширения).

## Интерпретация
Клинически важно установить какой из зрачков находится в патологическом состоянии.
Если меньший из двух зрачков не реагирует на снижение яркости света (не расширяется в сумраке), это может свидетельствовать о недостаточности симпатической иннервации, как, например, при синдроме Горнера.
Если же патологическим оказывается зрачок большего диаметра, то есть он не реагирует на увеличение яркости света, нужно думать о недостаточности парасимпатической иннервации, например при патологии глазодвигательного нерва.
Симптом Гунна (Marcus Gunn), при котором наблюдается усиление содружественной реакции на свет на больном глазу (при поражении афферентных нервных путей), не вызывает анизокорию.
При анизокории необходимо определить, какой из глаз патологически расширен или сужен. Признаком патологии служит одновременный птоз верхнего века, как, например, при синдроме Горнера или при патологии глазодвигательного нерва.

### Анизокория обнаруживается при
- употреблении наркотиков;
- кровоизлиянии (травматических гематомах (эпидуральных, субдуральных)) или опухоли, давящих на нервные пути или зрительные центры;
- нарушениях мозгового кровообращения;
- инфекциях: нейросифилисе, эпидемическом энцефалите;
- рассеянном склерозе;
- заболеваниях внутренних органов, не вовлекающих систему иннервации глаза, а действующих рефлекторно (туберкулёзные поражения верхушки лёгкого (симптом Роке), заболевания органов брюшной полости);
- заболеваниях радужной оболочки;
- тупой травме глаза с повреждением сфинктера зрачка;
- врождённый дефект зрачка

Если анизокория сочетается с острой сильной головной болью, психическими расстройствами, спутанным сознанием, она может свидетельствовать о тяжёлом патологическом процессе в головном мозге, который требует неотложной медицинской помощи, и, возможно, срочного хирургического вмешательства.